# Oláh Katalin (szobrász)
Oláh Katalin Kinga (Budapest, 1974. március 19. –) magyar szobrászművész.

## Életpályája
Szülei: Oláh János (1942–2016) író, költő, és Mezey Katalin (1943) író, költő. Testvérei, ifj. Oláh János (1971) Lackfi néven író, költő és Oláh Mátyás László (1975) képzőművész, szobrász. 1997 és 2000 között a Pécsi Tudomány Egyetem Művészeti Karán kezdte meg felső fokú képzőművészeti tanulmányait, majd 2001-től a Magyar Képzőművészeti Egyetemen, Kő Pál osztályában folytatta. 2004-ben itt diplomázott szobrászművészként. Azóta önálló alkotómunkát végez.

## Szervezeti tagsága
Magyar Alkotóművészek Országos Egyesülete
Magyar Képzőművészek és Iparművészek Szövetsége

## Díjai, elismerései
- 2000. a KATT – Az Évezred Utolsó Kattintása pályázaton a Kieselbach Galéria különdíja
- 2002. a Magyar Képzőművészeti Egyetem vertérem kurzus és a szegedi ÉremVerde pályázatának első díja
- 2006. a Magyar Alkotóművészek Országos Egyesületnek (maoe) alkotói ösztöndíja
- 2014. a III. Szobrász Biennálén a Magyar Képzőművészek és Iparművészek Szövetségének különdíja
- 2015. a Római Magyar Akadémia képzőművészeti ösztöndíja
- 2016. Ezüstgerely díj
- 2021 Kontaktusok, V. Szobrász Biennálé díja

## Művei köz- és magángyűjteményekben
- Kindermissionswerk "Die Sternsinger" Päpstliches Missionswerk der Kinder in Deutschland e. V. – Aachen
- Magyar Nemzeti Galéria
- Petőfi Irodalmi Múzeum
- Premontrei Női Kanonokrend, Zsámbék

### Köztéri művek
- Pajzs (siklósi mészkő, 1999, áthelyezve: 2008, Pécs)
- Mezey Ferenc és Mezey Ferencné síremléke (mészkő, 2001, Budapest, Farkasréti temető)
- Weöres Sándor dombormű (samott, 2003, Csönge)
- Szent Magyar Család (bronz, 2005, Biatorbágy)
- Valaki (süttői mészkő, 2007, Zsámbék, Premontrei Szakiskola bejáratánál)
- Korpusz és madaras életfa relief, család síremlékhez (süttői mészkő, 2007.)
- Premontrei nővérek síremlékei (süttői mészkő, 2007-2015, Bakonygyepes, Zsámbék)
- Kazinczy Ferenc domborműves emléktábla (bronz, 2009, Tokaj)
- Király Lőrinc kőszobrász síremléke (süttői mészkő, 2009, Zsámbék)
- Premontrei atyák síremlékei(süttői mészkő, 2010, 2012, 2013, Bakonyoszlop, Zsámbék)
- Mikes Kelemen emléktábla (bronz, 2011, Tokaj)
- Darányi Ignác portrédombormű (süttői mészkő, 2012, Budapest)
- Korpusz egy templom emlékére (sütői mészkő, 2012, Vecsés)
- Őrangyal (műgyanta, süttői mészkő 2012, Kolontár-Devecser, Szentkút)
- Kodolányi János portrédombormű (bronz, 2014, Agárdpuszta)
- Weöres Sándor emléktábla (bronz, 2014, Tokaj)
- Jézus hét szava a kereszten, (Mindenki keresztje) (süttői mészkő, 2014, Vecsés)
- Nagy Gáspár mellszobor (süttői mészkő, 2017, Budakeszi)
- S. Benedek András költő, portré dombormű (bronz, 2017, Beregszász)
- Dsida testvérek emléktábla (süttői mészkő, 2018, Budapest)
- Malenkij robot emlékmű (süttői mészkő, 2019, Vecsés)
- Szent Norbert szobor (bronz, süttői mészkő, 2021, Csorna, Zsámbék)
- Szent Norbert kút (süttői mészkő, 2022, Zsámbék)

Válogatott egyéni kiállítások, projektek
- 2005 Piéta, Budapesti Őszi Fesztivál, PONT:ITT:MOST, Ferenciek tere, Budapest
- 2011 Unitárius Galéria, Budapest
- 2012 Magyar Írószövetség Klubja, Budapest
- 2015 MANK Galéria – Szentendrei régi művésztelep, Szentendre

Válogatott csoportos kiállítások
- 1999 XII. Országos Portré Biennále, Moldvay Győző Galéria, Hatvan
- 2002 Mesterveretek Szabó Géza ötvös mester műhelyéből, Vár, Szeged
- 2003 Érem és irodalom, Petőfi Irodalmi Múzeum, Budapest; XIV. Országos Érembiennále, Lábasház, Sopron
- 2003 Plastica Dreams, Műcsarnok, Budapest
- 2004 Diploma, Magyar Képzőművészeti Egyetem, Epreskert, Budapest
- 2005 XV. Országos Érembiennále, Lábasház, Sopron
- 2007 Művészeti Szemle, MAOE ösztöndíjasok kiállítása, Olof Palme Ház, Budapest
- 2007 XXXV. Alföldi Tárlat, Jantyik Mátyás Múzeum, Békési Galéria, Békés
- 2010 La 25ième édition du salon des Artistes pour la Liberté, Salons Curnonsky, Angers
- 2012 Lujos mester és tanítványai, Vaszary Villa, Balatonfüred
- 2013 A Gyulai Művésztelep 45 éve, Tornyai János Múzeum, Hódmezővásárhely; Négy Elem, Régi Művésztelepi Galéria, Szentendre
- 2013 Sport a kortárs magyar művészetben, Ezüstgerely kiállítás, Magyar Olimpiai és Sport Múzeum, Budapest
- 2014 Tánc, festmény, mozgás, szobor, Vízivárosi Galéria, Budapest; Labirintus, Művészet Malom, Szentendre
- 2014 Evidencia, III. Szobrász Biennále, Művészet Malom, Szentendre
- 2015. I. Országos Kisplasztikai Quadriennále, Janus Pannonius Múzeum, Pécs; XX. Országos Érembiennale, Sopron
- 2015 Biennale Le latitudini dell'arte 2° edizione Ungheria e Italia, Palazzo Ducale, Genova
- 2016 Római Magyar Akadémia képzőművészeti ösztöndijasainak kiállítása, Római Magyar Akadémia / Balassi Intézet, Róma,

Válogatott irodalom
- ANTALL István: Szoboravatás Zsámbékon, http://artportal.hu/magazin/kortars/szoboravatas-zsambekon Archiválva 2015. december 8-i dátummal a Wayback Machine-ben, 2007.09.03
- ARANY TÓTH Edit: Oláh Katalin = KÖRÖSÉNYI Tamás – SZABÓ Ádám (szerk.): Diplomakatalógus 2004, Magyar Képzőművészeti Egyetem, Budapest, Szobrász Tanszék, 2004, 26-27
- ERDŐSI Anikó: Tradíciók és illúziók: szobrász diplomázók, Új Művészet, 2004/9. sz. 12-14
- FORIÁN Szabó Noémi: Miről álmodik a szobrászat, avagy átok ellen művészetet – Plastica Dreams, Balkon, 2003/9. sz. 12-23
- KERTÉSZ László: Feszület mint emlékmű, Pannon Tükör, 2012/6., 97-99
- KERTÉSZ László: Éghez ragadt művészet, Oláh Katalin Kinga szobrászművész portréja, Magyar Napló, 2014/11., 44-51
- KÉSZMAN József – SZÁZADOS László: A tárgyparafrázistól a térprotézisig = Uők: Plastica Dreams – Szobrászat az installáció után, Műcsarnok, 2003, 1-9
- RÓZSA Gyula: Középplasztika, http://nol.hu/kultura/kozepplasztika-1525449, 2015.04.01
- Végh Nóra: Jövendölések Szentendrén, https://web.archive.org/web/20151208150152/http://www.kultura.hu/jovendolesek-szentendren, 2015.09.03.
- Kertész László: Éghez ragadt művészet, kismonográfia Oláh Katalin Kinga szobrászművészről, Magyar Napló Kiadó, Írott Szó Alapítvány, nka, Budapest, 2015.

### Könyvillusztrációk
- A Szarvas-szultánkisasszony – Török népmesék, Magyar Napló Kiadó, Budapest, 2011
- ŐZ, Erdal: Korkut apó történetei, Magyar Napló Kiadó, Budapest, 2014

### Írásai
- A fehér sejtés látnoka (Tóth Menyhért, a látomásos festő), Magyar Napló, 2011/4., 33-34
- Szobrok fehér fényben (Kő Pál születésnapi kiállítása az Epreskertben, Magyar Napló, 2012/1., 61
- Borsos Miklósról, Magyar Napló, 2012/9., 41-42
- Amit műszerekkel mérni nem lehet (Marton László szobrászművészről), Magyar Napló, 2013/10., 44-46
- Énekek éneke (Kun Éva munkáiról), Magyar Napló, 2014/2., 52-54
- Élni és alkotni (Pató Róza szobrászművészről), Magyar Napló, 2014/8., 34-36
- Tisztán átgondolt formák (Nagy Benedek szobrászművészről), Magyar Napló, 2015/5., 39-42